# قایقران (ترانه)
قایقران 
(به گیلیک اسکاتلندی: Fear a' Bhàta) یک ترانه قدیمی و مشهور به زبان گیلیک اسکاتلندی است. مضمون این ترانه، سوگواری زن جوانی است که برای معشوق خود –مرد قایقرانی که به دریای می‌رود و هیچ‌گاه بازنمی‌گردد– می‌خواند. این ترانه نسخه‌های گوناگونی دارد و از سده‌های پیش توسط افراد زیادی اجرا شده‌است.